# Lembophyllum divulsum
Lembophyllum divulsum är en bladmossart som beskrevs av Lindberg in Paris 1897. Lembophyllum divulsum ingår i släktet Lembophyllum och familjen Lembophyllaceae. Inga underarter finns listade i Catalogue of Life.